# 426 (szám)
A 426 (római számmal: CDXXVI) egy természetes szám, szfenikus szám, a 2, a 3 és a 71 szorzata.

## A szám a matematikában
A tízes számrendszerbeli 426-os a kettes számrendszerben 110101010, a nyolcas számrendszerben 652, a tizenhatos számrendszerben 1AA alakban írható fel.
A 426 páros szám, összetett szám, azon belül szfenikus szám, kanonikus alakban a 21 · 31 · 711 szorzattal, normálalakban a 4,26 · 102 szorzattal írható fel. Nyolc osztója van a természetes számok halmazán, ezek növekvő sorrendben: 1, 2, 3, 6, 71, 142, 213 és 426.
Csillagtestszám.
Érinthetetlen szám: nem áll elő pozitív egész számok valódiosztóösszeg-függvényeként.
A 426 négyzete 181 476, köbe 77 308 776, négyzetgyöke 20,63977, köbgyöke 7,52437, reciproka 0,0023474. A 426 egység sugarú kör kerülete 2676,63694 egység, területe 570 123,66840 területegység; a 426 egység sugarú gömb térfogata 323 830 243,7 térfogategység.